# توماس إل. شونك
توماس إل. شونك (بالإنجليزية: Thomas L. Schwenk)‏ هو طبيب أمريكي، ولد في 1949.